# 金子裕良
金子 裕良（かねこ やすよし、1965年 - ）は、日本の工学者。埼玉大学工学部教授。知識情報処理やニューロ・ファジィ制御の産業用ロボットへの応用、溶接作業の自動化・効率化、非接触給電などを研究。

## 略歴
- 1988年、埼玉大学工学部卒業。
- 1990年、埼玉大学大学院工学研究科修士課程修了。工学博士（埼玉大学）。
- 1990年、新日本製鐵(株)エレクトロニクス研究所入社。
- 1991年、埼玉大学工学部助手。
- 1994年、埼玉大学工学部専任講師。
- 1995年、埼玉大学総合情報処理センター専任講師。
- 1998年、埼玉大学工学部専任講師。
- 2008年、埼玉大学大学院理工学研究科准教授。
- 2014年、埼玉大学大学院理工学研究科教授。

## 論文

### 共著
- 「CCDカメラによるルートギャップの検出と溶融池のデジタル制御」，『溶接学会全国大会講演概要』, 44, 1989
- 「パルスMIG溶接における溶融池の画像処理計測と溶込み制御」，『溶接学会全国大会講演概要』, 44, 1989
- 「交流パルス溶接における溶融池の極性比率制御」，『溶接学会全国大会講演概要』, 46, 1990
- 「溶融池形状の観察とファジィ制御」，『溶接学会全国大会講演概要』, 49, 1991
- 「パルスMIG溶接における溶融池形状の計測とファジィ制御」，『溶接学会全国大会講演概要』, 49, 1991
- 「ロボット溶接におけるセンシングとファジィ制御」，『溶接学会全国大会講演概要』, 50, 1992
- 「パルスMIG溶接における溶融池形状のニューロ・ファジィ制御」，『溶接学会全国大会講演概要』, 51, 1992
- 「3次元すみ肉溶接におけるセンシングとファジィ制御」，『溶接学会全国大会講演概要』, 51, 1992
- 「MIG溶接溶融池のニューラルネットワークによる計測とファジィ制御」，『溶接学会全国大会講演概要』, 52, 1993
- 「ニューロ・ファジィ制御による溶接線追跡」，『溶接学会全国大会講演概要』, 52, 1993
- 「3次元すみ肉溶接におけるセンシングとニューロ・ファジィ制御」，『溶接学会全国大会講演概要』, 52, 1993
- 「MIG溶接溶融池のファジィ推論によるセンシングと制御」，『溶接学会全国大会講演概要』, 53, 1993
- 「ニューロ・ファジィ制御による2次元軌道追跡」，『溶接学会全国大会講演概要』, 53, 1993
- 「ホップフィールドネットワークによるトーチ姿勢の決定と溶接線追跡のニューロ・ファジィ制御」，『溶接学会全国大会講演概要』, 53, 1993
- 「ファジィ制御によるロボット姿勢制御と軌道追跡」，『情報処理学会全国大会講演論文集』, 2, 1993
- 「ホップフィールドネットワークによるロボット手先姿勢の決定と軌道追跡のニューロ・ファジィ制御」，『情報処理学会全国大会講演論文集』, 2, 1993
- 「MIG溶接溶融池のファジィモデルの構築と裏ビードのファジィ制御」，『溶接学会全国大会講演概要』, 54, 1994
- 「MIG溶接溶融池のニューロ・ファジィ制御」，『溶接学会論文集』, 12(3), 1994
- 「階層型ファジィ推論によるMIG溶接溶融池のセンシング」，『溶接学会全国大会講演概要』, 55, 1994
- 「遺伝的アルゴリズムによる溶接姿勢制御と軌道追跡」，『溶接学会全国大会講演概要』, 55, 1994
- 「厚板溶接における入熱と開先形状の最適化」，『溶接学会全国大会講演概要』, 66, 2000
- 「厚板溶接における入熱と開先形状の最適化(2)」，『溶接学会全国大会講演概要』, 67, 2000
- 「複数溶接ロボットによる協調作業配分の最適化」，『溶接学会全国大会講演概要』, 68, 2001
- 「パルスMIG溶接溶融池のニューラルネットワークモデルと制御」，『溶接学会全国大会講演概要』, 69, 2001
- 「パルスMIG溶接溶融池のニューラルネットワークモデルとファジィ制御」，『溶接学会全国大会講演概要』, 70, 2002
- 「MIG溶接溶融池のニューラルネットワークモデル」，『溶接学会論文集』, 21(2), 2003
- 「マルチロボットにおける溶接作業配分の最適化」，『溶接学会全国大会講演概要』, 73, 2003
- 「溶接溶融池のニューラルネットワークモデル」，『埼玉大学紀要 工学部』, 37, 2004
- 「パルスMIG溶融池のニューラルネットワークモデルとフィードフォワード制御」，『溶接学会全国大会講演概要』, 74, 2004
- 「バッキングレスV開先溶接におけるセンシングと制御」，『溶接学会全国大会講演概要』, 75, 2004
- 「複数ロボット環境下における溶接作業の最適化」，『溶接学会全国大会講演概要』, 75, 2004
- 「バッキングレスV開先溶接におけるギャップセンシングと溶融池の制御」，『溶接学会論文集』, 23(1), 2005
- 「スイッチバック溶接における溶接線の検出と追跡制御」，『溶接学会全国大会講演概要』, 76, 2005
- 「ロボット溶接における溶接線の検出と追跡制御」，『溶接学会全国大会講演概要』, 77, 2005
- 「スイッチバック溶接による薄板溶接溶融池の制御」，『溶接学会全国大会講演概要』, 77, 2005
- 「直列および並列共振コンデンサを用いた非接触給電システム」，『電気学会研究会資料』, 2006(36), 2006
- 「MD木を用いた移動オブジェクト管理」，『電子情報通信学会総合大会講演論文集』, 17, 2006
- 「多次元データ管理構造を用いた移動オブジェクトの検索」，『電子情報通信学会総合大会講演論文集』, 18, 2006
- 「スイッチバック溶接における溶融池の数値シミュレーション」，『溶接学会全国大会講演概要』, 78, 2006
- 「狭開先溶接における溶融池の数値シミュレーション」，『溶接学会全国大会講演概要』, 79, 2006
- 「電気二重層コンデンサ蓄電式エレベータの省エネ性能」，『日本機械学会交通・物流部門大会講演論文集』, 2006(15), 2006
- 「直列および並列共振コンデンサを用いた非接触給電システム」，『電気学会論文誌』, 127(2), 2007
- 「エレベータ乗場の人と車いすの画像認識」，『電子情報通信学会総合大会講演論文集』, 2007(2), 2007
- 「移動オブジェクトの頻繁な更新に適した空間データ管理構造」，『電子情報通信学会総合大会講演論文集』, 2007(1), 2007
- 「4分木を用いた移動オブジェクト管理」，『電子情報通信学会総合大会講演論文集』, 2007(1), 2007
- 「V開先片面裏当てなしスイッチバック溶接におけるトーチ揺動方法および裏ビードのフィードフォワード制御」，『溶接学会全国大会講演概要』, 80, 2007
- 「複数台ロボット環境下における溶接作業の最適化」，『溶接学会全国大会講演概要』, 80, 2007
- 「二電極溶接法における溶接溶融池の数値シミュレーション」，『溶接学会全国大会講演概要』, 80, 2007
- 「スイッチバック溶接による溶接溶融池の数値シミュレーション」，『溶接学会全国大会講演概要』, 80, 2007
- 「高効率溶接法における溶接溶融池の数値シミュレーション」，『溶接学会全国大会講演概要』, 81, 2007
- 「ニューラルネットワークによるパルスMIG溶接における突出し長さの推定」，『溶接学会全国大会講演概要』, 81, 2007
- 「スイッチバック溶接を用いた溶接溶融池の制御」,『溶接学会全国大会講演概要』, 2008f(0),2008
- 「電気二重層キャパシタのRC多段等価回路による充放電効率」,『電気学会研究会資料. SPC, 半導体電力変換研究会』, 2008(21), 2008
- 「直列および並列共振コンデンサを用いた非接触給電の受電部整流回路」,『電気学会研究会資料. SPC, 半導体電力変換研究会』,2008(21), 2008
- 「高効率溶接ロボットにおける溶融池の数値シミュレーション」,『溶接学会全国大会講演概要』,82,2008
- 「ニューラルネットワークのロボット溶接への適応」,『溶接学会全国大会講演概要』,82,2008
- 「協調制御システムによる高品質溶接」,『溶接学会全国大会講演概要』,82,2008
- 「全身力覚を実現する甲殻型センサの開発とそのタッチパネル化」,『ロボティクス・メカトロニクス講演会講演概要集』,1A1-D11(1),2008
- 「制御器のコンポネント化理論に基づく例外処理の実装」,『ロボティクス・メカトロニクス講演会講演概要集』,1A1-G18(1),2008
- 「ロボットアームの未知オブジェクトに対する衝突緩和制御」,『ロボティクス・メカトロニクス講演会講演概要集』,2A1-A23(1),2008
- 「直列および並列共振コンデンサを用いた移動型非接触給電と給電効率」,『電気学会論文誌. D, 産業応用部門誌』,128(7),2008
- 「スイッチバック溶接を用いた溶接溶融池の制御」,『溶接学会全国大会講演概要』,83,2008
- 「非接触給電技術」,『電気学会誌』,128(12), 2008
- 「スイッチバック溶接における裏波ビードの安定化」,『溶接学会全国大会講演概要』,2009f(0), 2009
- 「移動オブジェクトの更新に適した領域分割形木構造」,『電子情報通信学会論文誌. D, 情報・システム』,J92-D(1), 2009
- 「ニューラルネットワークによるMIG溶接における突出し長さ推定」,『溶接学会論文集』, 26(1), 2009
- 「電気二重層キャパシタ蓄電式エレベータの1日の詳細電力シミュレーション」,『昇降機・遊戯施設等の最近の技術と進歩技術講演会講演論文集』,2009
- 「階段とエレベータを併用したビルの避難シミュレーション」,『昇降機・遊戯施設等の最近の技術と進歩技術講演会講演論文集』,2009
- 「電気自動車用非接触給電装置のトランス巻線方式による特性比較」,『電気学会研究会資料. SPC, 半導体電力変換研究会』,2009(21), 2009
- 「マグネシウム合金におけるTIG溶接の高品質化に関する研究」,『溶接学会全国大会講演概要』,2010f(0), 2010
- 「溶接協調システムのチタン溶接への適用」,『溶接学会全国大会講演概要』,2010f(0), 2010
- 「一次直列二次並列コンデンサを用いた移動型非接触給電の電圧比問題とその解決法」,『電気学会研究会資料. SPC, 半導体電力変換研究会』,2010(1), 2010
- 「電気自動車用非接触給電装置のトランス巻線方式による特性比較」,『電気学会論文誌. D, 産業応用部門誌』,130(6), 2010
- 「マグネシウム合金におけるTIG溶接の高品質化に関する研究」,『溶接学会全国大会講演概要』,87,2010
- 「溶接協調システムのチタン溶接への適用」,『溶接学会全国大会講演概要』,87,2010
- 「薄板チタン溶接へのMIGスイッチバック溶接の適用」,『溶接学会論文集』,29(1), 2011
- 「新コア構造による電気自動車用非接触給電トランスの小型軽量化」,『電気学会研究会資料. SPC, 半導体電力変換研究会』,2011(25), 2011
- 「非接触充電システム」,『電気学会研究会資料. SPC, 半導体電力変換研究会』,2011(106), 2011
- 「非接触給電の最大効率の結合係数kとコイルのQによる表現」,『電気学会研究会資料. SPC, 半導体電力変換研究会』,2011(176), 2011
- 「双方向非接触給電の基礎検討」,『電気学会研究会資料. SPC, 半導体電力変換研究会』,2011(176), 2011
- 「薄板チタン溶接へのMIGスイッチバック溶接の適用」,『溶接学会論文集』,29(1), 2011
- 「チタン溶接の自動化に関する検討」,『チタン』,60(1), 2012
- 「電気自動車用非接触給電トランスの新コア構造と鉄損のモデル化」,『電気学会論文誌. D, 産業応用部門誌』,132(1), 2012
- 「非接触給電の最大効率の結合係数kとコイルのQによる表現」,『電気学会論文誌. D, 産業応用部門誌』,132(1), 2012
- 「電気自動車用非接触給電装置のサーチコイルを用いた給電可能位置判定法」,『電気学会研究会資料. SPC, 半導体電力変換研究会』,2012(1), 2012
- 「速度情報に基づくリハビリ支援ロボットの評価指標」,『電気学会研究会資料』,2012(156), 2012
- 「狭開先パルスMIG/MAG溶接における電源特性・ワイヤ送給とトーチモーションの協調制御」,『溶接学会全国大会講演概要』,91,2012
- 「一方向非接触給電から拡張容易な双方向非接触給電システム」,『電気学会論文誌Ｄ』,133(7), 2013
- 「電気-油圧アクチュエータを用いた速度指令方式によるバイラテラル制御」,『電気学会論文誌Ｄ』,133(11), 2013
- 「電気自動車用非接触給電のH型トランスと円形トランスの給電可能範囲の比較」,『電気学会研究会資料』, 2013(1), 2013
- 「電気自動車用大電力H型非接触給電トランスの放熱方法」,『電気学会研究会資料』,2013(1), 2013
- 「電気自動車用非接触給電のH型トランスと円形トランスの給電可能範囲の比較」,『電気学会研究会資料』,2013(1-7), 2013
- 「電気自動車用大電力H型非接触給電トランスの放熱方法」,『電気学会研究会資料』,2013(1-7), 2013
- 「一次直列補償コンデンサを用いた回転励磁回路への非接触給電」,『電気学会研究会資料』,2013(1), 2013
- 「一方向非接触給電から拡張容易な双方向非接触給電システム」,『電気学会研究会資料』,2013(8), 2013
- 「円形トランス及びH型トランスと給電可能な新Hc型非接触給電トランス」,『電気学会研究会資料』,2013(8), 2013
- 「一方向非接触給電から拡張容易な双方向非接触給電システム」,『電気学会論文誌』,133(7), 2013
- 「電気自動車用H型コア大電力非接触給電トランスの冷却構造」,『電気学会論文誌D』, 134(3), 2014
- 「前後方向の大きな位置ずれを許容する電気自動車用ハーフピッチ型ラダーコア非接触給電システム 」,『電気学会研究会資料』,2014(1-25), 2014
- 「電気自動車用非接触給電の漏洩電界の高調波成分の低減法」,『電気学会研究会資料』,2014(1-25), 2014
- 「一次ラダーコア・二次Double-H型トランスを用いた大型車用非接触給電システム」,『電気学会研究会資料』,2014(1-8), 2014
- 「電気自動車用非接触給電のコンデンサ接続方式による電源容量・漏洩電界の比較」,『電気学会研究会資料』,2014(1-8), 2014
- 「電気自動車用H型コア大電力非接触給電トランスの冷却構造」,『電気学会論文誌』, 134(3), 2014